# Evaniella barbata
Evaniella barbata är en stekelart som först beskrevs av Theodore Henry Frison 1922.  Evaniella barbata ingår i släktet Evaniella och familjen hungersteklar. Inga underarter finns listade i Catalogue of Life.